# Meri Pita
María del Carmen Pita Cárdenes (Las Palmas de Gran Canaria, 2 de agosto de 1958), más conocida como Meri Pita, es una política española, diputada en el Congreso de los Diputados por la Las Palmas durante la XI, XII, XIII y XIV legislaturas. Desde febrero de 2020 hasta diciembre de ese año fue vicepresidenta segunda de la Comisión de Sanidad del Congreso.
Desde 2014 hasta 2022 fue miembro del partido político Podemos, siendo también secretaria estatal de Plurinacionalidad y Diversidad Territorial del mismo. 
En 2022, debido a discrepancias con el partido por su "deriva orgánica", abandona Podemos, conservando su acta de diputada, pasando a formar parte del Grupo Mixto.

## Biografía
Cursó sus estudios en la Escuela de Magisterio. A finales de los años setenta entró a formar parte de las juventudes comunistas y, más tarde, de la Unión del Pueblo Canario, trabajando para lograr la alcaldía de Las Palmas de Gran Canaria y la elección de Fernando Sagaseta como parlamentario. En 1974 fue campeona de España júnior en 100 metros espalda. Ha sido militante de diversos movimientos sociales; cofundadora de Otra Canarias Posible, Foro de unidad de movimientos sociales de Canarias e impulsora de la Asamblea Popular de Gran Canaria. Fue una de las fundadoras del grupo de teatro Manticore.
En 1984, tras aprobar oposiciones, empezó a trabajar como empleada pública en la Administración de Justicia, donde fue elegida ininterrumpidamente desde 1987 como delegada de personal hasta 2012. En los años noventa fue candidata por IUC junto con Fernando Sagaseta y Margarita Etala a las elecciones generales y locales.
Ya como parte de Podemos, fue coordinadora de campaña en las primeras elecciones europeas de Podemos en Canarias y la primera Secretaria General de Podemos en las Islas (2014-2017). Desde 2015 es diputada por la provincia de Las Palmas en el Congreso de los Diputados; además, dirige la Secretaría de Plurinacionalidad y Diversidad Territorial de Podemos. Fue la presidenta de la comisión de investigación del Congreso de los Diputados del accidente de Spanair de 2008.
En marzo de 2022 abandonó Podemos y su grupo parlamentario, integrándose en el Grupo Mixto al considerar inaceptable la «deriva orgánica» del partido.

## Distinciones
- Medalla de Oro de la Justicia (2004), por el Gobierno de Canarias.[8]
- Premio San Borondón (2009), por el Centro de la Cultura Popular Canaria.[9]